# 73 Dywizja Piechoty (Imperium Rosyjskie)
73 Dywizja Piechoty (ros. 73-я пех. дивизия) – rezerwowa dywizja piechoty Imperium Rosyjskiego, okresu działań zbrojnych I wojny światowej.
Powstała z 36 Dywizji Piechoty z Orła (13 Korpus Armijny, 2 Armia).

## Struktura organizacyjna
Lipiec 1914:
- dowództwo dywizji
- 289 Korotojarski pułk piechoty
- 290 Bałujski pułk piechoty
- 291 Trubczewski pułk piechoty
- 292 Małoarchangielski pułk piechoty